# Robbiate
Robbiate (Rubiàa in dialetto brianzolo) è un comune italiano di 6 387 abitanti della provincia di Lecco in Lombardia, più precisamente nel territorio del meratese, porzione nord-orientale della Brianza, al confine con le province di Bergamo e Monza-Brianza. Occupa una superficie di 4,67 km².

## Geografia fisica
(Don Alessandro Villa, Di Robbiate e specialmente della beata vergine del Pianto)

### Orografia
Il territorio comunale è dolcemente collinare, con rilievi morenici tipici della zona a sud delle prealpi lombarde, su quote comprese tra i 195 e i 370 m s.l.m. Il rilievo più alto è noto come Monte Robbio, pur trattandosi di una collina. Con gli altri due "monti" di Robbiate, il Moncucco e la Ganzana, ispira lo stemma del comune.

### Idrografia
Il comune è interessato dalla presenza del fiume Adda a est, che segna il confine con il Comune di Calusco d'Adda, in provincia di Bergamo. Qui il fiume scorre in una forra profonda fino a 100 metri, larga fino a 150 metri e lunga 1700 metri. Il fiume scorre in direzione sud, fino alla diga della vicina centrale idroelettrica Semenza.
Il territorio comunale è attraversato anche da una roggia, denominata roggia Annoni, che origina dal vicino lago di Sartirana e attraversa il comune da nord a sud diramandosi in due direttrici verso il comune di Paderno d'Adda e il fiume Adda.

### Classificazione sismica
Secondo la Classificazione sismica, il comune appartiene alla fascia soggetta a sismicità bassa, come da specifico decreto regionale approvato nel luglio 2014.

### Classificazione climatica
Secondo la classificazione climatica, Robbiate appartiene alla zona E, gradi giorno 2446. Gode di un tipico clima continentale caratterizzato da inverni piuttosto rigidi ed estati calde. Le precipitazioni sono generalmente poco frequenti e concentrate in primavera e autunno, La precipitazione totale annuale media è di circa di 850 mm con valori compresi tra 750 e 1000 mm. La ventilazione è scarsa tutto l'anno e l’umidità relativa dell’aria è elevata. La nebbia è particolarmente presente durante i mesi più freddi.

## Origini del nome
Le origini del nome del comune non sono certe, ma possono essere fornite diverse ipotesi:
- Come molti altri centri abitati brianzoli, Robbiate appartiene al gruppo di comuni contenenti il suffisso aggettivale di origine latina -ate , che di solito indica appartenenza a una persona o elemento geografico. Il filologo tedesco Gerhard Rohlfs farebbe derivare il nome dal gentilizio latino Rubius con l'aggiunta del suffisso -ate.[11]
- Secondo il filologo italiano Dante Olivieri l'etimo originerebbe dal nome del colle sotto il quale sorge il comune, il Monte Robbio, che avrebbe il significato di "monte rosso" dovuto al colore rosso (rubeus, in latino) del terreno argilloso di cui è composto.[12][13]
- Secondo altri, tra cui il cartografo italiano Attilio Zuccagni-Orlandini[14] e il filologo Francesco Cherubini[15] l'etimologia risalirebbe agli orobi[13], antica popolazione preromana che si stanziò nell'area compresa tra il Ticino e l'Oglio.

## Storia
La storia di Robbiate sembrerebbe avere origini antiche, risalenti all'epoca preromana. Essendo un piccolo centro di campagna il suo destino fu sempre legato a quello delle diverse popolazioni dominanti questo e quel periodo storico, in particolare i Franchi e i Longobardi. In epoca medioevale Robbiate fu un feudo ora sotto diretto controllo nobiliare, ora sotto controllo del potere ecclesiastico. Nel XIII sec. entrò a far parte del Ducato di Milano e ne seguì le sorti durante la dominazione francese e spagnola fino alla fine del XVIII secolo, quando entrò a far parte del regno Lombardo-Veneto. Col risorgimento e lo scoppio delle guerre d'indipendenza, Robbiate entrò a far parte del Regno d'Italia, nella provincia di Como, circondario di Lecco; indi nella Repubblica Italiana, dapprima nella provincia di Como e, dal 1992, nella provincia di Lecco.

### Epoche preromana e romana
L'etimologia del nome Robbiate suggerisce origini antiche fino all'epoca in cui gli Orobi si sistemarono negli attuali territori che vanno dal Ticino all'Oglio. Il suffisso -ate suggerisce anche un'origine latina. Tuttavia non sono presenti resti né documenti attestanti la presenza orobica né romana.

### X secolo
Il più antico documento scritto riportante il nome del comune che è giunto ai giorni nostri risale al X secolo, precisamente in un contratto di permuta di beni datato 966, attualmente custodito presso l'Archivio di Stato di Milano, tra il presbitero della Chiesa plebana di Brivio e un abitante del “vico et fundo Robiate”.
In quegli anni, Robbiate era compreso nella Pieve di Brivio, a sua volta dominio dell'ultimo conte di Lecco, Attone. Come tutti i piccoli centri abitati della zona possedeva una piccola fortezza, verosimilmente sul Monterobbio, per difesa contro le invasioni barbariche, ed era prevalentemente composto da terreni agricoli con piccoli aggregati di case.

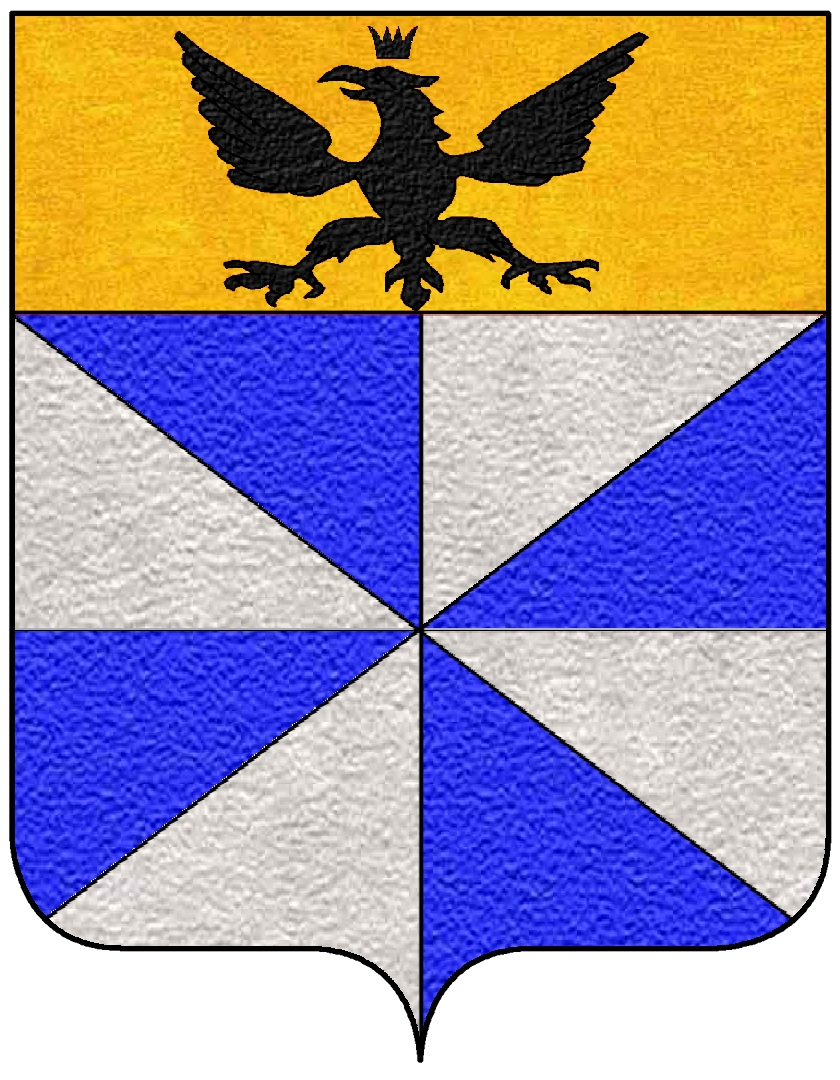
Stemma dalla Famiglia Ajroldi di Robbiate

### XI-XII secolo
All'inizio dell'XI secolo la Pieve di Brivio passò sotto il controllo ecclesiastico, in particolare dell'arcivescovo di Milano Ariberto da Intimiano che sfruttò l'assenza di eredi del Conte Attone per estendere il potere temporale della chiesa e subinfeudare i propri territori a potenti famiglie nobili, nel caso di Robbiate, agli Ajroldi.
Prove del fatto che Robbiate fu sotto il diretto controllo della chiesa si hanno da una bolla di papa Eugenio III del 1148, in cui viene decretato il possesso del “Castrum de Robiate” al Monastero Maggiore di Milano.

### Dalla Signoria al Ducato di Milano
Tra il XIII e XIV secolo tutto il territorio della Pieve di Brivio e della Brianza divenne terra contesa tra le nobili famiglie dei Torriani e dei Visconti. Col prevalere di questi ultimi, il territorio di Robbiate entra a far parte della Signoria di Milano e poi nel Ducato di Milano. Dai documenti disponibili risulta che i Robbiatesi furono sostenitori dei Visconti, come testimoniato dalla concessione di ogni sorta di immunità e privilegi ai professi ghibellini, da parte di Bernabò Visconti nel 1374 e confermate nel 1411
Nel 1524 la Brianza venne decimata da una grave pestilenza: in quella circostanza la nobildonna Margherita Ajroldi, avrebbe donato l'importo di 50 lire alla comunità di Robbiate per la costruzione di un lazzaretto.
In un periodo di grave scadimento morale, il cappellano di Robbiate Ambrogio Ajroldi venne punito dal Cardinale Carlo Borromeo per concubinato. In questo clima, precisamente nel 1571, venne eretta la chiesa parrocchiale dedicata a Sant'Alessandro martire.
Nel XVIII secolo Robbiate passò nelle mani della famiglia originante da Francesco Corio, la quale esercitò i propri diritti feudali fino al 1791.

### Dall'unità d'Italia al XXI secolo
In seguito all'unione col regno di Sardegna, il comune di Robbiate con 1.272 abitanti, fu incluso nel mandamento III di Brivio, circondario III di Lecco, provincia di Como. L'amministrazione era composta da un consiglio di quindici membri e da una giunta di due membri. Alla costituzione nel 1861 del Regno d'Italia, il comune aveva una popolazione residente di 1.310 abitanti (Censimento 1861).
Nel 1928 al comune di Robbiate vennero aggregati i soppressi comuni di Paderno d'Adda e Imbersago. A seguito di queste aggregazioni il nome del comune rimase Robbiate fino al 1930, indi venne modificato in Robbiate Paderno (1930 al 1933), e successivamente in Paderno Robbiate (dal 1933 al 1947). Dal 1947, con la ricostituzione di Paderno d'Adda come comune autonomo, il nome tornò a essere semplicemente Robbiate nonostante fosse ancora in vigore l'aggregazione con Imbersago. Nel 1948 venne ricostituito anche il comune di Imbersago.
Nel 1992 entra a far parte della provincia di Lecco.

### Simboli

#### Stemma
Lo stemma e il gonfalone sono stati concessi con DPR del 20 maggio 1970.
Stemma
(Art. 4 dello Statuto)
Il castello rosso, di cui attualmente non rimane alcuna traccia, rappresenta con ogni probabilità la nobile famiglia degli Airoldi. I tre colli verdi rappresenterebbero il Monte Robbio e le collinette della Duraga e della Ganzana. Proprio su quest'ultima alcune leggende narrano di un castello. Attualmente vi si trova una cascina rurale, nota come Castello Ganzana, forse appartenuta all'antica famiglia Corio.
Gonfalone
d’argento e caricato dello stemma sopra descritto con la iscrizione centrata in argento "Comune di Robbiate".»
(Art. 4 dello Statuto)

## Monumenti e luoghi d'interesse
Qui l'Adda scorre in una valle profondamente incassata che il fiume si è lentamente scavato. All'inizio della grande forra si incontra la diga di Robbiate, inserita nell'Ecomuseo Adda di Leonardo, costruita per alimentare il canale Edison che porta a valle l'acqua fino alla Centrale idroelettrica Esterle, quest'ultima situata nel territorio del comune di Cornate d'Adda.
Nel comune di Robbiate si trova il Monte Robbio, in passato utilizzato per la coltivazione della vite da cui si ricavava il vino omonimo, Monterobbio, famoso al punto che il poeta milanese Carlo Porta lo cita in alcune delle sue opere. Da notare che Cherubini interpreta senza esitazione il toponimo lombardo come connesso all'aggettivo "orobio" (orobico). Tale monte, geologicamente interessante e punto più alto di tutta l'area dell'Ecomuseo Adda di Leonardo, con gli altri due "monti" di Robbiate, il Moncucco e la Ganzana, ispira lo stemma del comune.
Da vedere la parrocchiale di S. Alessandro (si ritiene del X o XI secolo, ma le prime notizie certe risalgono alla metà del Duecento) che in origine era un piccolo oratorio campestre con, all'interno, l'altare maggiore dedicato alla natività della Madonna e lungo le fiancate dell'unica navata vi erano due altari dedicati a S. Alessandro e a S. Giovanni Battista. Tra il XIV e il XV secolo si presume sia stata fondata la ‘Scuola di S. Maria della Rosa' a cui sono legate le vicende della locale vita parrocchiale. Con le offerte, tra la fine del Quattrocento e l'inizio del Cinquecento venne eretta la prima cappella laterale a S. Maria della Rosa (in seguito appellata del Rosario e oggi cappella della Madonna) e successivamente iniziarono alcune opere di ampliamento della chiesa che proseguirono, insieme a interventi di abbellimento, per secoli curati dai vari parroci che si susseguirono nella guida della comunità.

### Palazzi storici
Palazzo Corio ora Palazzo Brugnatelli (XVI sec.). Lo stile, gli abbellimenti, gli affreschi e i solai a cassettoni del corpo della villa (quello più monumentale) risalgono alla seconda metà del Settecento;
Villa Moncucco, in origine casa colonica abitata dalle monache del Lentasio, nel Settecento passò alla famiglia Rossi che ne iniziò i restauri ultimati da Gerolamo Crivelli;
Casa Oltolina, situato nel cuore del paese presenta una facciata rivolta a Occidente con un porticato al piano terra sorretto da colonne binate;
La Cascina Ganzana è una grande colonica che fu dei conti Corio. Per la facciata è stata utilizzata pietra mista a mattoni che le conferiscono un aspetto di casa fortezza;
Casa Airoldi, ubicata nella piazza omonima, risale al Settecento. Ha uno schema costruttivo simmetrico e un giardino a pianta rettangolare al centro;
Casa Albini luogo natio del celebre architetto razionalista Franco Albini, inizialmente di proprietà dei padri di S. Eustorgio, più tardi fu in comproprietà con gli Annoni e I Cravenna. Nel Settecento furono apportate delle modifiche: fu aggiunto un portale in pietra e un portico a tre luci con galleria superiore affacciata al cortile attraverso un'ampia bifora. Oggi la costruzione è stata completamente restaurata e risulta difficile cogliere le sue linee originali.

### Chiese e luoghi di culto
Chiesa di Sant'Alessandro. È la chiesa Parrocchiale, dedicata a Sant'Alessandro Martire. Fu eretta nell'anno 1571, sulla base di un precedente oratorio già citato da Goffredo da Bussero. Più di tre 350 anni dopo, nell'anno 1938, completata la costruzione dell'altare maggiore, l'allora Arcivescovo di Milano il Cardinale Schuster, la consacra ufficialmente con gli oli santi nell'ultima domenica di settembre.
Madonna del Pianto La chiesa della '' Beata Vergine Del Pianto'' è la chiesetta adiacente all'oratorio. Risalente al 1621, fu costruito per volere dei Corio, al posto di un precedente edificio di culto cattolico. Il progetto dei Corio prevedeva una struttura più grande di quella che venne poi effettivamente costruita; tale modifica fu resa necessaria da mutate esigenze viabilistiche della zona. Al suo interno, l'edificio conserva un dipinto mariano di devozione popolare. La chiesa conserva inoltre una campana che si suona manualmente ogni lunedì e mercoledì alle 17.45.
Cappella di Santa Teresa Si trova non lontano dalla chiesetta della Madonna del Pianto.
Chiesa di Sant'Enrico La chiesa è aperta solo il 13 luglio, quando viene celebrata una messa in onore di sant'Enrico.

## Società

### Evoluzione demografica
- 177 nel 1530
- 398 nel 1577
- 571 nel 1751
- 678 nel 1771
- 701 nel 1805
- 1 968 nel 1809 dopo l'annessione di Paderno e Imbersago
- 1 211 nel 1853
- 1 565 nel 1901
- 5 094 nel 1931 come Robbiate Paderno dopo l'annessione di Paderno e Imbersago nel 1928[33]
- 5 105 nel 1936 come Paderno Robbiate
- 6 335 nel 2016

Abitanti censiti

### Etnie e minoranze straniere
Gli stranieri residenti nel comune sono 535, ovvero l'8,8% della popolazione. Di seguito sono riportati i gruppi più consistenti:
1. Romania, 208
2. Albania, 75
3. Marocco, 58

## Infrastrutture e trasporti

### Strade
Il paese è attraversato da tre strade provinciali:
- Da ovest a est, dalla Strada Provinciale 54 Monticello Brianza – Paderno d'Adda, che continua in direzione est nella Strada Provinciale 166 Ponte San Pietro - Paderno d'Adda, attraverso il Ponte S. Michele sul fiume Adda, dal comune di Calusco d'Adda (BG)
- Da ovest a est, dalla Strada Provinciale 55 Lomagna , all'altezza della frazione Sernovella
- Da nord a sud, dalla Strada Provinciale 56 Imbersago, che continua in direzione sud nella Strada Provinciale 3 - d'Imbersago, dal comune di Ronco Briantino (MB)

### Ferrovie
- Stazione di Paderno-Robbiate, sulla linea Seregno-Bergamo, che è compresa all'interno del comune di Paderno d'Adda.

## Sport
Nel comune sono presenti società sportive di vario genere e associazioni legate al Centro Sportivo Italiano gestite dall'oratorio parrocchiale. Nello specifico sono:

### Basket
L'A.S.D. Robbiate Basket nata nel 1981, partecipa dalla stagione 1996/1997 al campionato di C2 della Federazione Italiana Pallacanestro. Il settore giovanile è composto dalle squadre Under 19, 14 e 13, nonché dal Minibasket e dall'Armani Jeans Junior program. 

### Calcio
Robbiate Calcio A.S.D., nata nel 1983 inizialmente come società Centro Sportivo Italiano e dal 1986 iscritta ai campionati FIGC della sezione di Lecco. Attualmente la prima squadra disputa il campionato di 3ª categoria (Miglior Piazzamento: 16º posto in 2ª categoria stagione 2002/03).
Il settore giovanile è composto dalle categorie Juniores, Allievi, Giovanissimi, Esordienti a 11, Esordienti a 9, Pulcini a 6 e Pulcini a 5.
Le partite si disputano presso centro sportivo, costruito nel 2001, con una tribuna coperta avente capienza di 450/500 spettatori.
U.S. Orobia Calcio iscritta al campionato Centro Sportivo Italiano con le squadre Allievi, Under 10 e 8.

### Pallavolo
Associazione Sportiva Robbiate, la stessa della squadra di basket, aveva al suo interno anche la sezione riservata alla Pallavolo, iscrittasi regolarmente alla FIPAV, ha proseguito l'attività fino ad arrivare in serie D con la squadra maschile, per poi cessare l'attività causa mancanza di attrezzature e strutture.
U.S. Orobia Pallavolo iscritta al campionato Centro Sportivo Italiano con le squadre Juniores, Ragazze e Under 10.

### Boxe
L'attività di pugilato è gestita dalla societa la Termotecnica Boxe Robbiate.